# Álvares
Álvares ist ein patronymisch gebildeter portugiesischer Familienname mit der Bedeutung „Sohn des Álvaro“.

## Namensträger
- Álvares de Azevedo (1831–1852), brasilianischer Schriftsteller
- Antonio Francisco Xavier Alvares (1836–1923), Metropolit der Erzdiözese von Ceylon, Goa und Indien
- Elias Álvares Lôbo (1834–1901), brasilianischer Komponist
- Fernão Álvares do Oriente (1530/1540–1595/1607), portugiesischer Dichter
- Francisco Álvares (~1465–~1540), portugiesischer Missionar und Entdeckungsreisender
- Gonçalo Álvares (um 1600), portugiesischer Entdecker der Insel Gough
- Jorge Álvares (Seefahrer in China) († 1521), portugiesischer Seefahrer, als erster Europäer nach China gesegelt
- Jorge Álvares (Seefahrer in Japan), portugiesischer Seefahrer, 1547 einer der ersten Europäer in Japan
- José Lafayette Ferreira Álvares (1903–1997), brasilianischer Geistlicher, Bischof von Bragança Paulista
- Josefa Álvares Pereira Soares (* 1953), osttimoresische Politikerin
- Manuel Álvares (Jesuit) (1526–1582), portugiesischer Jesuit und Pädagoge
- Nuno Álvares Pereira (1360–1431), Karmelit und portugiesischer Heerführer
- Paulo Álvares (* 1960), brasilianischer Musiker
- Pedro Álvares Cabral (~1467–~1526), portugiesischer Seefahrer